# Queich
Queich – rzeka w Niemczech, lewy dopływ Renu. Długość rzeki wynosi 52 km. Źródło rzeki leży w Lesie Palatynackim, gdzie swoje źródła mają także rzeki Speyerbach, Lauter oraz Schwarzbach. Z kolei ujście rzeki znajduje się w okolicach Germersheim, gdzie rzeka wpływa do Renu. Rzeka przepływa m.in. przez miasta Annweiler am Trifels oraz Landau in der Pfalz.

## Historia
W okolicach rzeki znajduje się twierdza Trifels, która była ważnym punktem walk zbrojnych pomiędzy wojskami francuskimi a siłami Ligi Augsburskiej podczas trwania wojny Francji z Ligą Augsburską. Twierdza została zdobyta wówczas przez marszałka Sebastiana Vaubana. W następnych latach w rejonie rzeki Queich toczyły się zacięte walki pomiędzy oboma stronami konfliktu.